# Abborrtjärnen (Bräcke socken, Jämtland, 695853-149606)
Abborrtjärnen är en sjö i Bräcke kommun i Jämtland och ingår i Ljungans huvudavrinningsområde.